# Ревельский морской батальон смерти
Ревельский морской батальон смерти — отдельная ударная часть морской пехоты Революционной армии свободной России.

## История
Летом 1917 года из числа отличившихся в боевой обстановке унтер-офицеров и нижних чинов Ревельской морской базы, ремонтируемых кораблей и учебных частей флота, пополненных 78 амнистированными уголовниками из Орла, а также нижними чинами и офицерами армейских полков, создан Ревельский морской батальон смерти в количестве 620 человек.
10 июля 1917 года в 10 утра батальон атаковал позиции противника под Ригой, прорвал три линии немецких траншей, продержался 2,5 часа, но вынужден был отступить, не получив поддержки. При отступлении был обстрелян своими. По выходе из боя лишь 113 человек из батальона остались невредимыми, еще 70 получили ранения. Из 26 офицеров погибло 15, в том числе командир батальона, штабс-капитан Можайского полка Егоров, получивший 13 ран, командиры рот поручик Орлов и штабс-капитан Андреев. Четыре человека застрелились, не желая отступать. Батальон был отведен для отдыха и пополнения в Ригу, куда 24 июля прибыли 37 человек.
Личный состав батальона был размещён в казармах Двинского полка. 12 августа на улице в районе военного комиссариата вспыхнула драка между ударниками и латышскими стрелками, причиной которой послужил сорванный со стены плакат. Противники стреляли друг в друга и бросали гранаты. В результате два ударника было убито, а еще 16 — ранено. Конфликт был прекращен вмешательством исполкома 12-й армии и воинских частей гарнизона.
29 сентября 1917 года батальон, пополненный примерно до 650 человек, получил приказание прибыть на остров Моон.

## Гибель батальона при отражении немецкого десанта
К концу сентября ударный батальон состоял из 4-х рот, пулемётной и сапёрной команд, — всего около 650 ударников. Немцы для захвата  Моонзундского архипелага 29 сентября 1917 года высадили 4 пехотных полка и 3 самокатных (на велосипедах) батальона. Занимавшая оборону 107-я пехотная дивизия сопротивления не оказала. Число пленных превышало 1 500. Отступление превратилось в бегство. 
Уже на следующий день немцы достигли Орисарской дамбы, соединявшей острова Эзель и Моон. Русские войска были деморализованы и были на грани развала. Батальон занял оборону возле дамбы и прилегающего берега. С 1 октября осуществлялась оборона дамбы. Ночью ударники сделали вылазку на Эзель и притащили оттуда на руках 5 брошенных русских орудий и бронеавтомобиль, который был как заграждение поставлен поперек дамбы.
Несколько дней ударников обстреливала артиллерия германского флота. 5 октября немцы перешли в наступление. Их силы состояли из 138-го пехотного полка, 255-го резервного пехотного полка, 18-й штурмовой роты, батальона самокатчиков и 7 артиллерийских батарей.
Ударники держали оборону сколько могли, другие солдаты им мешали и даже арестовали несколько офицеров-ударников. Немцы требовали капитуляции, но ударники не сдавались. Они взорвали дамбу и отстреливались. Эвакуироваться смогли только около 180 ударника и 4 офицера. Более 300 ударников и 6 офицеров остались лежать под Орисарской дамбой. Батальона ударников оказалось недостаточно для защиты Моона.
Командный состав отдельного Ревельского Морского батальона смерти:
- Капитан 2-го ранга Шишко
- Штабс-капитан Нилов
- Поручик Парамонов
- Поручик Казагранди
- Поручик Зарницкий
- Поручик Андреев
- Поручик Лагутичев
- Поручик Маревский
- Поручик Овсянников-Куликовский
- Корнет Полетика
- Прапорщик Клодт
- Прапорщик Тарасов
- Прапорщик Тидерс
- Прапорщик Поляченко
- Прапорщик Кудрявый
- Фельдфебель Чугунов
- Унтер-офицер Папков.

За проявленный героизм все ударники были награждены Георгиевскими крестами, а матрос Шио-Валишвили за спасение знамени батальона (Андреевский знаменный флаг с девизом "За свободу и спасение России!") получил Георгиевские кресты 3-й и 4-й степени.

## Память
На памятных досках, установленных в Морском соборе Кронштадта, высечено: "1917 В Великой войне: 10 июля  Во время неудачного наступления под Двинском у Золотой Горки погибли капитан 2 ранга Дмитрий Александров 2-й, мичман Ревельского баталиона смерти Игорь Зубов и более 200 человек".
"1-8 октября  В десанте на о.Эзель при защите Орисарской дамбы в Ревельском баталионе смерти убито и пропало без вести около 500 чел."

## Состав
- Штаб
- 1-я рота
- 2-я рота
- 3-я рота
- 4-я рота
- Пулемётная команда (4 взвода)
- Команда минёров
- Обозная команда

## Командиры
- капитан Порохин, Владимир Михайлович
- штабс-капитан Егоров
- капитан 2-го ранга Шишко, Павел Оттонович